# Tomás Gimena
Tomás Gimena (Villarrobledo, 1883-1961) fue un escultor y pintor español, profesor de la Escuela de Artes y Oficios de Toledo. Su estilo se caracteriza por el realismo clásico propio del neorrenacimiento que fomentaban las enseñanzas artísticas a principios del siglo XX.

## Reseña biográfica

### Infancia
Nació en la localidad albaceteña de Villarobledo el 27 de agosto de 1883. Hijo de Tomás Gimena Almansa y Cruz Herreros Benítez, fue el séptimo de nueve hermanos, perteneciente a una destacada familia dedicada a la industria tinajera. Desde muy niño ayudará a su padre y hermanos en la empresa familiar elaborando Tinajas pero también siente una gran afición por el dibujo y sueña con ser pintor y emular a Velázquez al que admiraba. A los veintiún años y luchando contra la oposición familiar, en esa época ya existían ciertos tópicos sobre el arte y los artistas, tales como el de la vida bohemia, disoluta y pobre que tanto inquietaba a los familiares, pero su vocación es tan fuerte que decide marcharse a Madrid para matricularse en la Escuela Superior de Artes e Industrias para iniciar su aprendizaje artístico.

### Formación académica
En 1904 ingresa en la Escuela Superior de Artes e Industrias de Madrid, allí se formará durante dos años para preparar el examen de ingreso en la Academia de Bellas Artes de San Fernando de San Fernando.
En 1906 superada la prueba de ingreso continuará su formación durante cinco años en la Escuela Especial de Pintura, Escultura y Grabado teniendo como compañero a Enrique Vera Sales, quien le habla de Toledo y le anima a ir a visitar la ciudad para conocerla y le sirve de cicerone cuando realiza su primera visita, en Madrid también se hace amigo de Fernando Contel y Victorio Macho, con el que se volverá a encontrar en Toledo en los años cincuenta, cuando después de una larga estancia en Suramérica regresa a España y decide instalarse en Toledo creando su Casa-Museo en el paraje conocido como Roca Tarpeya y que hoy acoge su Fundación y al que presentará a su regreso a Toledo al genial artista Cecilio Mariano Guerrero Malagón.
En las primeras décadas del siglo, la Escuela vivía cierta crisis por las críticas que hacia ella se vertían por su sistema de enseñanza y la ineficiencia de la institución ya que por un lado se abogaba por la renovación, se vive un momento en el que comienzan a aflorar diferentes lenguajes estéticos y por otro se quiere continuar con el modelo tradicional más academicista. Muchos profesores reclaman para el Arte un papel más útil, enfocado hacia las Artes Industriales y Decorativas.
El sistema de enseñanza de la Escuela se basaba en el esquema de la copia y el dibujo, entendiéndose que la copia y estudio de los antiguos maestros eran fundamentales para que el futuro creador supiera componer y desarrollar así sus capacidades. Por otro lado el ambiente que se vivía dentro de las aulas y talleres procuraba reproducir lo que podía ser la actividad artística real.
Las materias que estudia según los libros de actas conservados en el Archivo Histórico de la Facultad de Bellas Artes de la Universidad Complutense son: Teoría e Historia de las Bellas Artes; Perspectiva; Anatomía artística; Dibujo del antiguo y ropajes; Dibujo del natural; Paisaje; Colorido y Composición; Modelado del natural y composición; Modelado del antiguo y Ropajes; Modelado del natural y composición; Teoría estética del color.
Tuvo como profesores a Rafael Doménech, Miguel Blay, José Garnelo y Alda, Manuel Marín Magallón, Manuel Menéndez Domínguez, José Moreno y Carbonero, Antonio Muñoz Degrain, Emilio Sala Francés, Miguel Ángel Trilles o Alejo Vera y Estaca, algunos artistas muy reconocidos que practicaban diversos lenguajes estéticos que transmitían a sus alumnos.
Durante sus años académicos obtendrá numerosos premios, accésit, medallas, premios y calificaciones de sobresaliente.

### Toledo
Primera etapaFábrica Nacional de Armas de Toledo
Tomás Gimena llega a Toledo en 1912 requerido por el teniente coronel, Rafael Maldonado, que en esa época es director de la Fábrica de Armas de Toledo. Allí comienza a impartir clases de Dibujo y Modelado en el taller artístico creado en 1910 para formar a los aprendices con los que realizará singulares trabajos de cincelado y grabado.
En 1913 se instala definitivamente en Toledo recién casado con la también villarrobledense Trinidad Jareño. El matrimonio fija su residencia y también estudio en un lugar privilegiado, “la Puerta de Babmardón”, situado en los aledaños del “Cristo de la Luz” y cuya imagen situada actualmente en el arco es obra suya, una localización abierta al Tajo y a las tierras de Alcaén de la Sagra y que curiosamente después ocuparía su alumno Tomás Camarero que lo utilizará, además de estudio, en Sala de Exposiciones. 
Segunda etapaEscuela de Artes y Oficios
En 1914 comienza la docencia en la Escuela de Artes y Oficios Artísticos de Toledo como auxiliar de enseñanza del taller de modelado cuyo profesor titular era Roberto Rubio, en ese momento la Escuela funciona como eje cultural y artístico de la provincia. El trece de marzo de 1917 aprueba la oposición convocada para la Cátedra de Escultura, en la que los aspirantes debían mostrar los trabajos ejecutados en el Museo de la Escuela, pasa a ser profesor titular del taller de Modelado, también impartirá clases de dibujo y composición decorativa hasta su jubilación en 1953. En la Escuela de Artes y Oficios se vuelve a encontrar con su amigo Enrique Vera que ejerce como profesor de Dibujo. Realizará una importante labor docente, impartiendo conferencias como la dada en 1933 titulada "La importancia espiritual de las Artes Decorativas Clásicas" y siendo director Aurelio Cabrera que en esa época la escuela vive su máximo esplendor. Tomás Gimena creará escuela al trasmitir sus muchos conocimientos a diferentes generaciones de posteriores artistas como Cecilio Mariano Guerrero Malagón, Luciano Gutiérrez Gómez, Tomás Camarero, Cecilio Béjar, el ceramista Gabriel Sánchez Parra, José Aguado, Félix del Valle, Armando Fernández Fraile, Jesús Aparicio o el tallista Juan Salinas, entre otros muchos. Algunos de sus alumnos lo recordarán por su carácter cariñoso, sencillo y bondadoso. Su clase de modelado atraía tanto a las jóvenes artesanas como a los modestos obreros, que después utilizarían las enseñanzas en su propio trabajo.

## Obra
En 1917 coordina la creación de un “Monumento Conmemorativo” de la acampada que realiza Alfonso XIII a la Academia de Infantería de Toledo el 8 y 9 de junio de 1916. El monumento consiste en un agrupamiento de piedras de granito en un solo bloque sobre el que se levanta un tronco de unos tres metros de altura, rematado por un águila con las alas levantadas y con la cabeza girada en actitud de posar el vuelo. En sus pies tiene el escudo real con las armas de España y la Casa de Borbón. Debajo de la inscripción conmemorativa había una rama de encina y a ambos lados el escudo de la Academia de Infantería a la derecha y a la izquierda, los de las casas de Reus y Cid enlazados. Los trabajos de fundición fueron realizados por la Fábrica de Armas. En ese mismo año participa en la realización de una magnífica carroza para la Fábrica de Artillería en la que intervienen José Vera y su hijo Pablo Vera que se encargan de la parte pictórica y Juan Vera que colabora con ellos en la realización de algunos de los dibujos. Tomás Gimena junto a su colaborador Manuel Chozas son los encargados del grupo escultórico de la carroza que representaba el mito romano de los adoradores de Baco. En un carro triunfal iba una bacante llevando el simbólico tirso, cuyo carro iba tirado y rodeado por amorcillos.
En 1925 gana el concurso para realizar el cartel de las fiestas del Corpus, la obra que presenta lleva el lema “Hoc est enim Corpus meum”, según descripción aparecida en el diario “El Castellano”: El cuadro presentado es un cuadro magnífico, muy bellamente construido con figuras creadas por el inmortal Theotocópuli”.
En los primeros años de 1930 realiza la obra más conocida actualmente suya es el monumento del Sagrado Corazón de Jesús junto a la ermita del Cristo de la Vega. Tomás Gimena se encarga de ejecutar el modelo de la estatua en escayola y colabora con los más afamados artistas de la época, cuyas obras de construcción se vieron desde el principio muy dificultadas ya que el cardenal Pedro Segura encargado de colocar la primera piedra el 11 de febrero de 1931 es expulsado de España por ser un firme opositor al gobierno de la Segunda República, a pesar de ello el conjunto vio la luz en junio de 1933. Se trata de un conjunto mudéjar dirigido por el arquitecto Juan García Ramírez y el maestro de obras Ángel Peña en el que intervienen Julio Pascual, que se encargó de las partes de forja y hierro; Joaquín Potenciano de las columnas; Francisco Hernández labró la escultura; Ángel Pedraza se encarga de la cerámica y también de la maqueta del monumento.

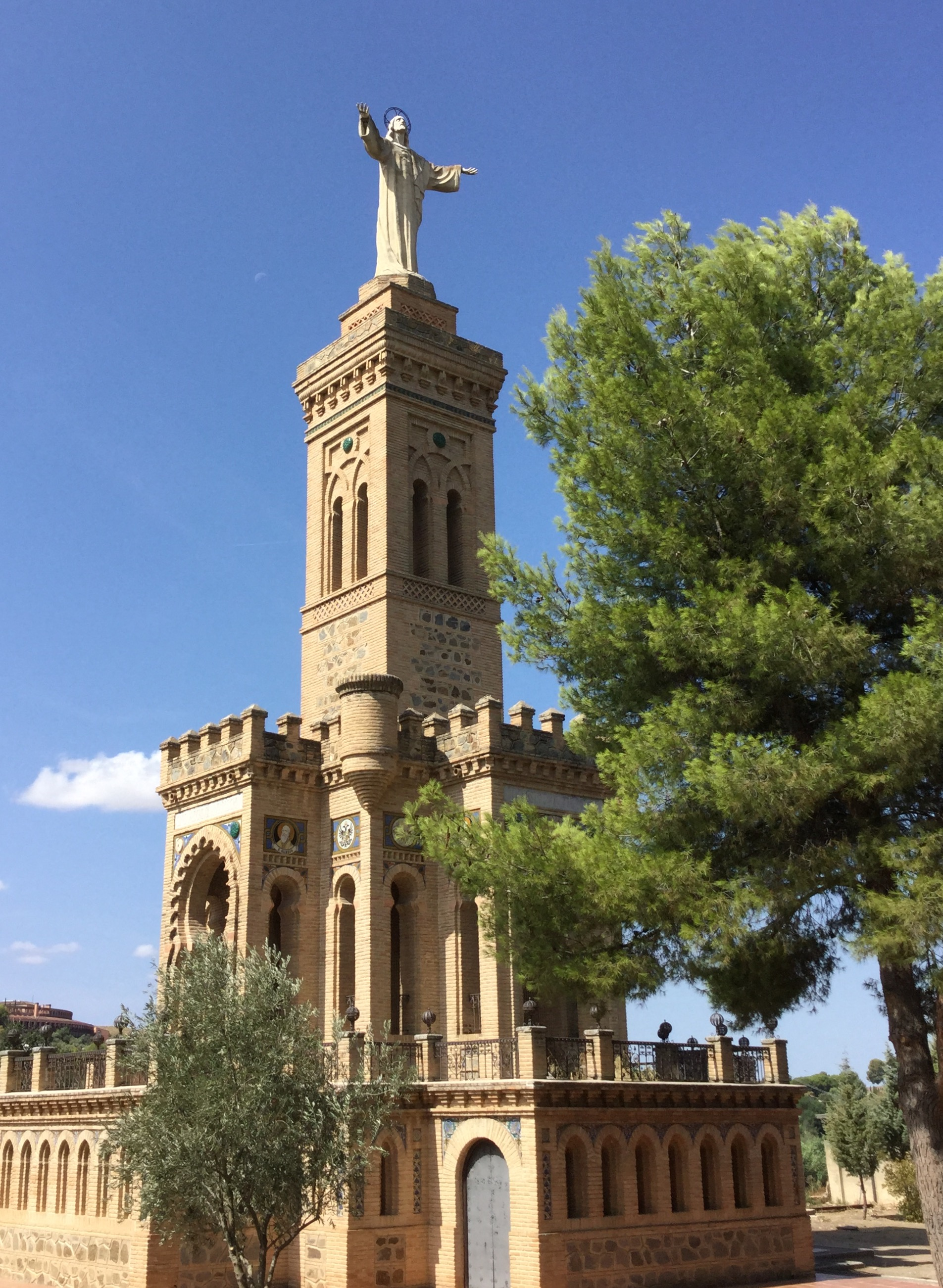
Monumento del Sagrado Corazón de la Ermita de la Vega en Toledo

También realiza numerosos retratos de familiares como el de su tío “Ramón” o “Mis modelos”, pero es en el campo de la escultura, disciplina donde realiza importantes obras de imaginería religiosa en Toledo como la imagen de la virgen Nuestra Señora de los Desamparados ubicada en la iglesia de Santiago del Arrabal, “La Virgen de la Paz” en la parroquia de San Andrés (Toledo), el “Cristo en la Cruz” en el muro exterior de la torre de la iglesia de Santo Tomé (Toledo) encargo que recibe tras ser destruido durante la Guerra Civil, "Nuestra Señora de la Rosa" en la iglesia de El Salvador (Toledo), Virgen del Rosario para la parroquia del municipio de Burguillos y un ángel custodio para la ermita del Cigarral del Ángel, varias "Dolorosas" ubicadas en Nambroca, en esta localidad también se encuentra otra de las imágenes que realizó "Cristo de las Aguas", Las Ventas con Peña Aguilera y Villamanta, imágenes de los “Sagrados Corazones de Jesús y María” y "Santa Bárbara" para la capilla de la Fábrica de Armas, actualmente Campus Tecnológico de Toledo y cuyos frescos pertenecen a José Vera, la imagen del “Santísimo Cristo del Buen Camino” en Layos muy venerado en esta localidad. 
Además de su labor docente y artística, también participa activamente en la vida cultural de Toledo, relacionándose con otros artistas como los antes citados Victorio Macho, Enrique Vera o Cecilio Mariano Guerrero Malagón, también participa como miembro jurado de concursos que se celebran en la ciudad y también como asesor del grupo “Estilo”, una Asociación de Artistas Toledanos creada en 1948 y cuyos promotores tenían como finalidad “la unión de todos los cultivadores de las Bellas Artes y Artes Aplicadas, con el fin de establecer entre ellos estrechas relaciones de hermandad. Durante años, la entidad editó la revista Ayer y Hoy dirigida por Clemente Palencia, donde publicará dibujos y fotografías de algunas de sus esculturas.

## Exposiciones

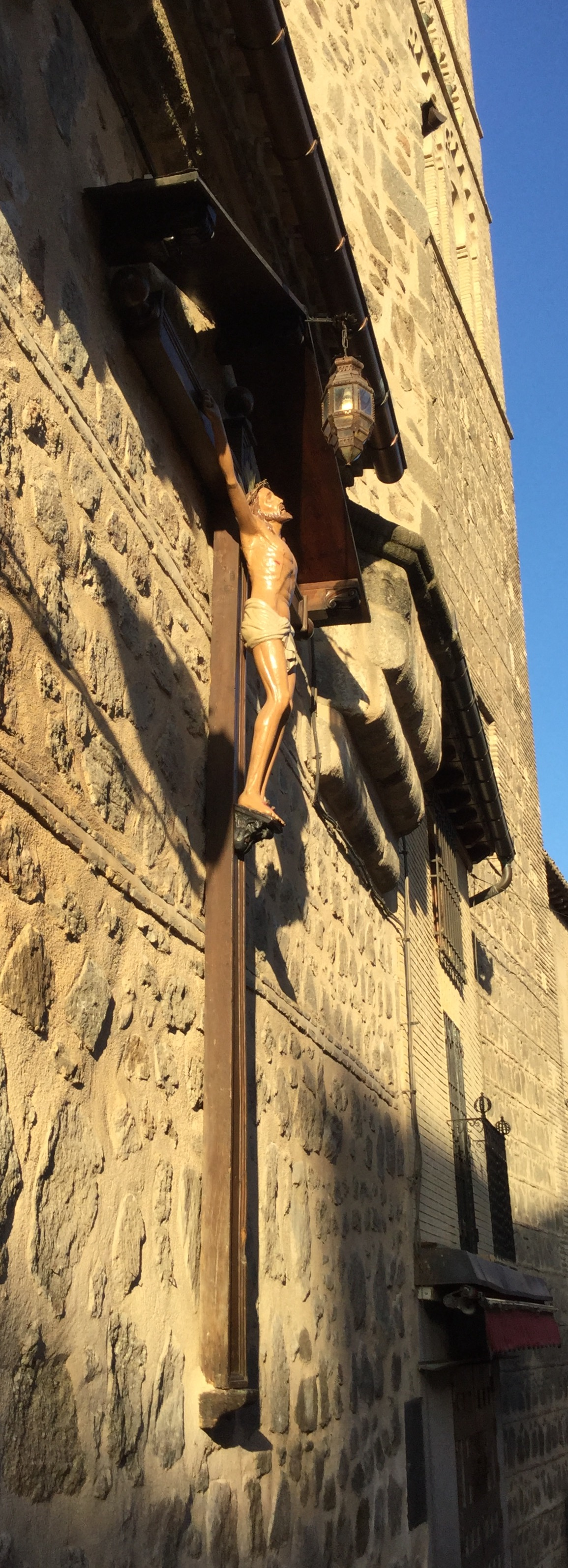
Cristo crucificado situado en el exterior de la Iglesia de Santo Tomé en Toledo

En 1916 se produce un importante acontecimiento artístico en Toledo, se celebra una gran “Exposición de Bellas Artes en Toledo” en el Ayuntamiento de Toledo, con un total de noventa y cinco obras de los más importantes artistas plásticos regionales y nacionales, esta exposición tiene como fin rifar las obras expuestas y con el dinero recaudado obtener los fondos necesarios para la restauración arquitectónica de la Iglesia de San Sebastián de Toledo. La idea surgió del cura párroco de la Iglesia de Santa Justa y Santa Rufina, Ángel María Acevedo y Juárez, que con la ayuda de Vicente Cutanda, Sebastián Aguado, Rafael Ramírez de Arellano, Ramón Pulido y el conde de Casal, se encargaron de difundir la idea, que fue apoyada por la marquesa de Argüeso, la duquesa de Arión y otras damas de la aristocracia y burguesía que estaban ligadas a Toledo y que se encargaron de organizar una fiesta en el Hotel Ritz de Madrid, a la que, además acudieron miembros de la familia real, ministros de la Corona, aristócratas, diplomáticos y artistas. Allí se rifaron los cuadros mientras que en el Círculo de Bellas Artes se realizó una colecta de cuatro mil pesetas. Entre las obras rifadas estaban las firmas de Ricardo de Madrazo, Blanco Coris, Alcalá Galiano, Cecilio Pla, Marcelino Santamaría, Moreno Carbonero, Mateo Inurria, Miguel Blay o Coullaut Valera, además de los ligados a Toledo: Aureliano de Beruete, Paula Alonso de Vidal, Ramón Pulido, Pablo y José Vera, Vicente Cutanda, Federico Latorre, Pura Veronesi, Ramírez de Arellano, Matías Moreno, Roberto Rubio, María Luisa Villalba, Sebastián Aguado, Sánchez Comendador, Aurelio Cabrera y Tomás Gimena.
En 1920 la Real Academia toledana organiza la “Exposición de Bellas Artes” con el objetivo de formar un Museo embrionario perteneciente a la Academia además de recoger una completísima muestra de lo que entonces era el arte contemporáneo toledano, con nombres como los de Ricardo Arredondo, Roberto González Estefani, Enrique Vera, Ramírez de Arellano, Aurelio Cabrera, Matías Moreno, Ángel Pedraza o Pedro Román, Tomás Gimena participa con las obras “Dolores”, según una reseña aparecida en el diario El Castellano el periodista describe la obra de la siguiente manera: Dolores es una mujer que mira, respira, vive... y sufre, unas penas hondas, pesaderas pero muy íntimas y que tiene de fondo el paisaje de La Mancha, también expone “Cabeza de estudio”, y dos pinturas tituladas “Paisaje” y “Santiago del Arrabal”, el mismo periodista los describe como: son dos piezas que más que pintadas en óleo sobre lienzo parecen trabajos en bronce labrados en buril..., fuera del concurso también presenta dos retratos, de su esposa, cuyo estilo recuerda mucho a la obra de Julio Romero de Torres y de su madre “Doña Cruz Herreros”.
En 1927 también participa en una exposición colectiva en el Ayuntamiento de Albacete con pinturas de Campo Hermoso y su amigo, paisano y escultor José Castellanos, el cual lo retratará en un magnífico dibujo realizado a carboncillo.
En 1929 a pesar de la crisis que se está viviendo en ese momento y de la que Toledo no es ajena contribuyó a la Exposición Ibero-Americana de Sevilla, con su participación se aspiraba a dar a conocer la historia, el arte, la cultura y el estado de desarrollo de la provincia toledana y promocionar a los artistas y artesanos de la época además de beneficiarse la formación de una infraestructura favorable para el turismo que había puesto en marcha el régimen del general Primo de Rivera. La ciudad que goza de una elevada calidad artística participará con un gran número de obras procedentes de entidades o particulares así como de diferentes pueblos de la provincia y también por la participación de un buen grupo de artistas y artesanos de la época (pintores, escultores, alfareros, rejeros, hojalateros. etc) representados por varias de sus obras y otras manifestaciones de la artesanía y la industria.
La Fábrica Nacional de Armas que en esos años también atraviesa una importante crisis de producción es la única industria importante de la ciudad también va a participar en este gran evento que contó con una instalación propia dentro del Pabellón de Industrias Militares. Tomás Gimena que en ese año ya no ejerce de profesor va a participar con una de las piezas más singular y merecedora de numerosos elogios con los que se va a presentar la Fábrica que además recibió diplomas y premios de reconocimiento por parte del Jurado Superior de Recompensas de la Exposición Ibero-Americana. Se trata de un espléndido bargueño de hierro repujado y cincelado con motivos renacentistas en la que intervinieron los artesanos: Higinio Díaz de cincelador; grabados de Juan Rivas, Lucio Fernández y Ciriaco Galán; Pablo Sánchez realizó el ajuste y la montura; Emilio Cases la talla; de la ebanistería se encargaron Luis Balairón y Regino Tolón; Tomás Gimena fue el escultor.
La exposición Ibero-Americana se inauguró el 9 de mayo de 1929 y se clausuró el 21 de junio del año siguiente.
En 1950 y 1952 participa en la III y V Exposición de Otoño que organizaba el grupo "Estilo" en ambas con pinturas con un tratamiento exquisito y dulce del color.

## Última etapa
En la última etapa de su vida el hombre cordial y comunicativo se vuelve indiferente y retraído, el hecho de la trágica y prematura muerte de su esposa y musa provocan que se aparte en su casa-estudio rodeado por sus queridos gatos y con el gran retrato de su esposa que sobre un caballete presidía el estudio sobre el que dibujaba y borraba diferentes objetos sobre el lienzo, unas veces un bolso, otras un ramo de flores, un libro o un pañuelo con el fin de perpetuar su recuerdo. Los alumnos que más lo trataron interpretan que el artista sentía que el ser humano y la religión le habían decepcionado, pero es en su aislamiento donde busca la presencia de Dios a través de sus manos, tallando imágenes religiosas de una gran belleza.
En 1961 ya se encontraba muy enfermo y su deseo era volver a su pueblo natal pero a la altura de Quintanar tuvieron que detener la ambulancia que le trasladaba para cerrarle los ojos. Hay quien recuerda que a su llegada al gran salón donde le esperaban muchos familiares alguien exclamó en voz alta: "Ha muerto el artista de Toledo".